# غرير ابن مقرض الصيني
غرير ابن مقرض الصيني (الاسم العلمي: Melogale moschata)، نوع من غرير ابن مقرض وفصيلة ابن عرس، والمعروف أيضًا باسم غرير ابن مقرض ذو الأسنان الصغيرة. ينتشر على نطاق واسع في جنوب شرق آسيا.